# Fabio Pinelli
Fabio Pinelli (Lucca, 1º febbraio 1966) è un avvocato italiano, dal 25 gennaio 2023 vicepresidente del Consiglio superiore della magistratura.

## Biografia
Nato il 1º febbraio 1966 a Lucca, si è laureato in giurisprudenza presso l'Università degli Studi di Milano ed è diventato avvocato specializzato in diritto penale dell'economia, iscritto all’Albo degli Avvocati di Padova dal 1997, insegnando diritto penale dell'ambiente all'Università Ca' Foscari Venezia.
Da avvocato ha difeso in giudizio diversi esponenti della Lega, tra cui l'ex sottosegretario alle infrastrutture e trasporti Armando Siri, l'ex spin doctor di Matteo Salvini Luca Morisi (indagato per cessione e detenzione di sostanze stupefacenti) e il presidente della Regione Veneto Luca Zaia.
Il 17 gennaio 2023 viene proposto dalla Lega al Parlamento in seduta comune come componente laico del Consiglio Superiore della Magistratura (CSM) in loro quota, venendo eletto con 516 al primo scrutinio. Il successivo 25 gennaio è stato eletto vicepresidente del CSM alla terza votazione con 17 voti su 33 consiglieri, prevalendo di misura sull'altro candidato, il costituzionalista vicino al Partito Democratico Roberto Romboli, fermo a 14 preferenze.